# Bil (mythologie)
Bil en haar broer Hjúki zijn in de Noordse mythologie kinderen van vader Viðfinnr, die met de maan Máni meereizen op zijn baan langs de hemel. Beiden worden alleen in de Proza Edda, genoemd, geschreven in de 13e eeuw door Snorri Sturluson. Men heeft zich beziggehouden met de vraag naar hun aard, hun rol als mogelijke personificaties van kraters op de maan of van de schijngestalten van de maan, en hun relatie tot latere volksverhalen in de Germaanse talen. Bil is wel geïdentificeerd met de veldgeest Bilwis, een landbouw-gerelateerd figuur die in Duitstalige folklore voorkomt.

## In de Edda
In hoofdstuk 11 van het Proza-Edda boek Gylfaginning, verklaarde de onttroonde Hoge (Odin) dat twee kinderen genaamd Hjúki en Bil nakomelingen waren van hun vader Viðfinnr. Op een dag toen beiden terugkwamen van de bron Byrgir (Oudnoors: "Iets verbergend") terwijl ze op hun schouders de paal Simul dragen met daaraan de emmer Sæg tussen hen in — nam Máni hen van de aarde om hem te volgen langs de hemel, "zoals vanaf aarde te zien is".
Hjúki wordt verder niet genoemd maar Bil krijgt meer aandacht. In hoofdstuk 35 van Gylfaginning, aan het eind van een lijst andere Noorse goden, worden zowel Sól (de gepersonificeerde zon) en Bil genoemd bij de godinnen "wier natuur al is beschreven". Bil komt nog twee keer voor in het Proza Edda boek Skáldskaparmál: in hoofdstuk 75 in een andere lijst met godinnen, en in hoofdstuk 47 in een kenning (dichterlijke omschrijving) voor "vrouw".

## Identificatie

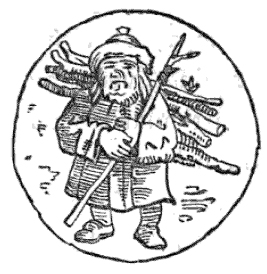
19e-eeuwse tekening van man op de maan zoals in sommige Germaanse volksverhalen

Omdat broer en zus buiten de Proza Edda niet voorkomen, is wel gesuggereerd dat ze onbelangrijke mythische figuren waren, of zelfs dat ze enkel waren verzonnen door Snorri.
Anne Holtsmark, professor Oudnoors aan de Universiteit van Oslo, stelde dat Snorri een verloren gegaan gedicht gekend kan hebben waarin Hjúki en Bil de wassende en afnemende maan voorstelden. Andere kenners van oude Noorse literatuur leggen verband met op de maan zichtbare kraters.
De 19e-eeuwse geleerde Jacob Grimm verwerpt het idee dat Hjúki en Bil de schijngestalten voorstellen maar eerder de kraters. Geen enkele schijngestalte kan volgens hem lijken op een plaatje van twee kinderen met een emmer. Bovendien zien de Zweden ook tegenwoordig in de vlekken op de maan twee personen die een emmer aan een paal dragen. 
Grimm beschrijft verder dat later in sommige Duitse volksverhalen het verhaal in aangepaste vorm voorkomt, waarbij de kraters een houthakker met bijl (de paal) en een bundel brandhout (de emmer) voorstellen. Benjamin Thorpe, een Engels taalkundige die in Denemarken heeft gestudeerd en onder andere de Poëtische Edda vertaalde, is het eens met de theorie dat Hjúki en Bil de kraters op de maan voorstellen.

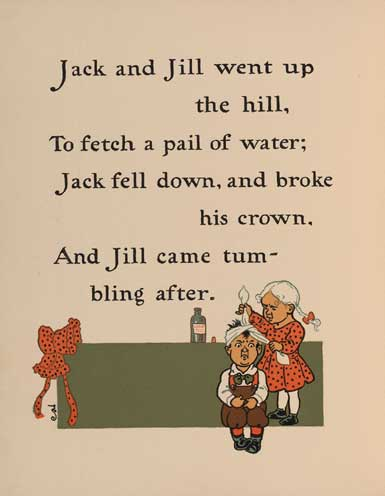
Kinderrijmpje 'Jack and Jill', met mogelijke connectie naar Hjúki en Bil

De Oostenrijker Rudolf Simek, professor Germanistiek aan de Universiteit van Bonn, denkt dat Snorri zich heeft gebaseerd op een volksverhaal, en dat de basisvorm ervan (man met stok en vrouw met bundel op de maan) ook voorkomt in latere volksverhalen in Scandinavië, Engeland en Noord-Duitsland.
Zowel in het verhaal van Hjúki en Bil als in het Engelse kindergedicht "Jack and Jill", halen twee kinderen, een jongen en meisje, een emmer water. De namenparen vertonen bovendien fonetische gelijkenis.
Asen · Baldr · Bil · Billing · Bragi · Búri · Eir · Fjorgyn · Fosite · Freya · Freyr · Frigg · Fulla · Gefjun · Gerd · Gná · Gullveig · Heimdall/Rig · Hel · Hermod · Hlín · Hnoss · Hodr · Hœnir · Iðunn · Jörd · Lofn · Loki · Máni · Magni · Modi · Nanna · Njördr · Odin · Óðr · Rindr · Sága · Sif · Sigyn · Sjöfn · Skaði · Snotra · Sól · Syn · Thor · Týr · Ullr · Vali · Vár · Vé · Vili · Vidar · Vör · Wanen